# The night
The Night is een nummer van The Moody Blues. Het is afkomstig van hun album Days of Future Passed.
The night valt uiteen in Nights in White Satin en Late lament. Nights in White Satin werd over de gehele wereld een hit. Late lament is een gedicht van Graeme Edge. Edge had er echter geen muziek bij. Besloten werd om na Nights in White Satin een naspel het album te laten afsluiten. Het naspel is qua melodie nauw verweven met Nights in White Satin, het nummer dat het eerst klaar was. Peter Knight is de componist van het naspel.
Late lament sluit het album af, daarbij is de laatste zin van de tekst ("Cold hearted orb that rules the night") gelijk aan de eerste zin van het gedicht Morning glory in The day begins, het openingsnummer van het album. Na Late lament volgt nog een klap op de gong. De klank van dat instrument heeft een natuurlijke fade-out; het album sterft langzaam weg. De opener van het album gebruikt het omgekeerde als opening, een crescendo op hetzelfde instrument.
De cirkel van de dagindeling, het thema van het album, is rond.